# Aanvoerder (sport)

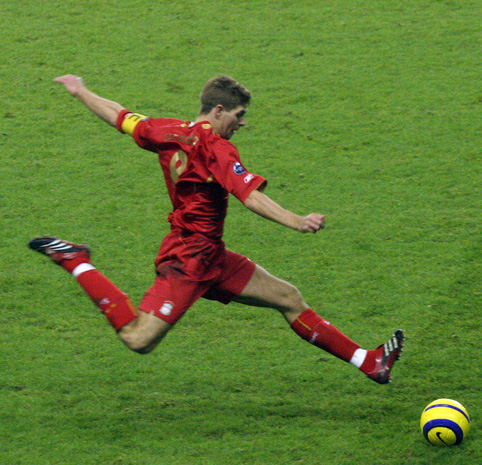
Steven Gerrard als aanvoerder

Een aanvoerder is een van de teamleden bij een teamsport, bijvoorbeeld bij voetbal.
Een aanvoerder wordt meestal aangewezen door de coach. Een aanvoerder is meestal de speler met de meeste leidinggevende kwaliteiten, hij geeft zijn teamgenoten aanwijzingen als de coach dat niet kan. Een aanvoerder heeft privileges, zo is het vaak alleen aan de aanvoerder toegestaan om in discussie te gaan met een scheidsrechter.
Verder is hij de speler die als eerste het veld betreedt; hij beslist voor de wedstrijd of zijn team met de bal begint of hij kiest de helft waar zijn team zal starten (tijdens het tossen) en neemt over het algemeen de trofee in ontvangst na een gewonnen finale. 
Een aanvoerder is een erekwestie, vaak krijgt de aanvoerder een merk, zodat te zien is dat hij de aanvoerder is. Een voorbeeld van zo'n merk is een aanvoerdersband.
De aanvoerder heeft meer aanzien binnen en buiten zijn team, wat soms juist een averechts effect heeft. Er zijn talloze voorbeelden waarbij de aanvoerder bezwijkt onder de druk en slechter gaat presteren. 

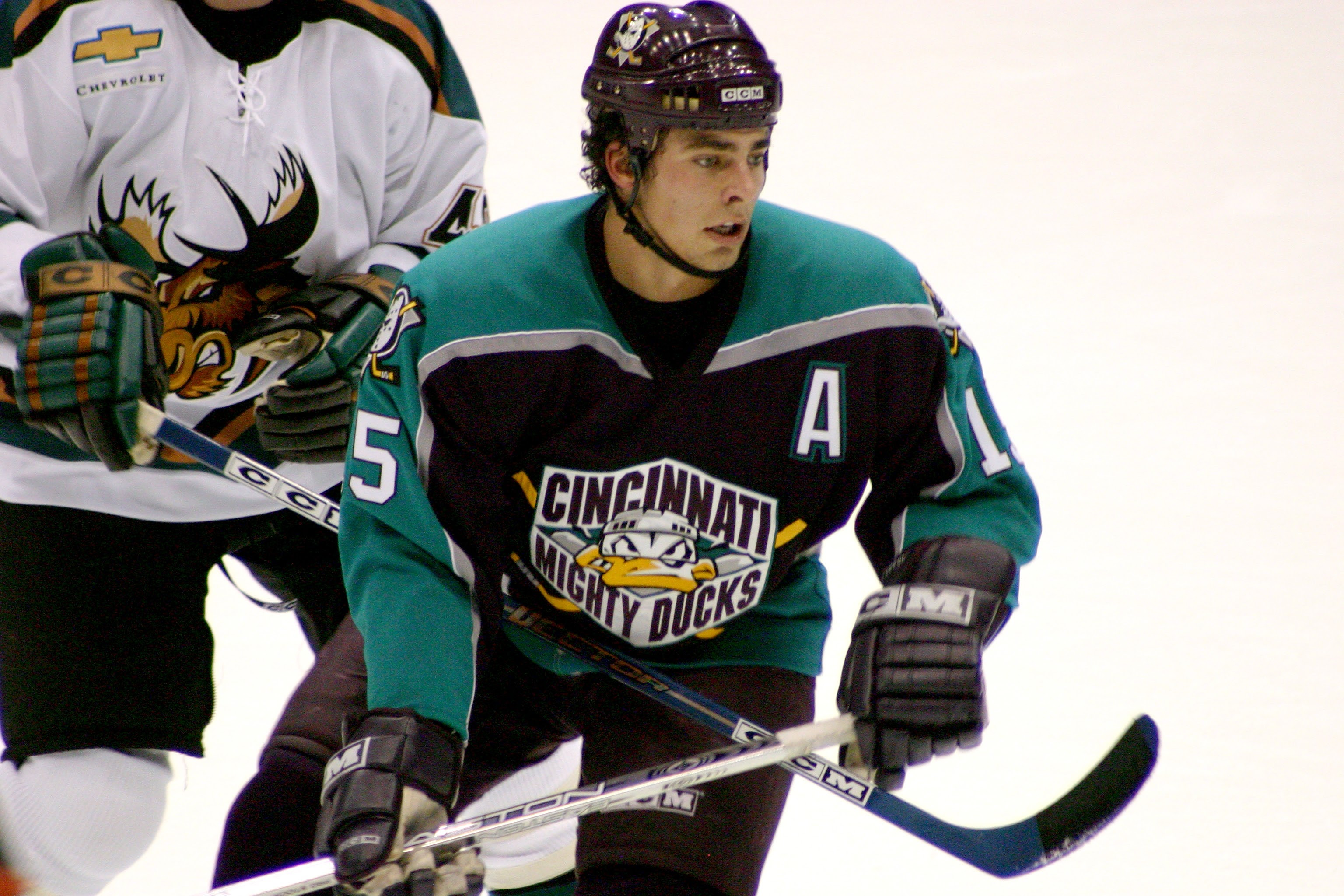
Joffrey Lupul als alternate

In het ijshockey zijn er naast een aanvoerder ook nog twee assistent-aanvoerders. De aanvoerder heeft dan een C op zijn borst (van captain) en de twee assistenten een A (van alternate, niet assistant). Deze drie spelers zijn de enige spelers die ongestraft in discussie mogen gaan met een scheidsrechter. Soms kan een team kiezen om geen aanvoerder te nemen, maar drie alternates.